# Bermuda International 1985
Die Bermuda International 1985 im Badminton fanden vom 1. bis zum 4. Mai 1985 statt. 

## Sieger und Platzierte
| Disziplin    | Gold                         | Silber                        | Bronze                        |
| ------------ | ---------------------------- | ----------------------------- | ----------------------------- |
| Herreneinzel | Harold Minors                | Dave Wellman                  | Alan Stefanik                 |
| Herreneinzel | Harold Minors                | Dave Wellman                  | Torben Rasmussen              |
| Dameneinzel  | Helen Roper                  | Julie Durrant                 | Annemarie Pedersen            |
| Dameneinzel  | Helen Roper                  | Julie Durrant                 | J. McMillan                   |
| Herrendoppel | Randy Brangman Harold Minors | Torben Rasmussen Ian Cummings | Junior Durrant Dave Wellman   |
| Herrendoppel | Randy Brangman Harold Minors | Torben Rasmussen Ian Cummings | Jim Leete Alan Stefanik       |
| Damendoppel  | Julie Durrant Helen Roper    | M. Dunn Annemarie Pedersen    | J. Edwards Z. Lewandowska     |
| Damendoppel  | Julie Durrant Helen Roper    | M. Dunn Annemarie Pedersen    | W. Brangman J. Preston        |
| Mixed        | Junior Durrant Helen Roper   | Torben Rasmussen M. Dunn      | Harold Minors W. Brangman     |
| Mixed        | Junior Durrant Helen Roper   | Torben Rasmussen M. Dunn      | Alan Stefanik B. Causey-Smith |

## Finalergebnisse
| Disziplin    | Sieger                       | Finalist                      | Ergebnis          |
| ------------ | ---------------------------- | ----------------------------- | ----------------- |
| Herreneinzel | Harold Minors                | Dave Wellman                  | 5–15, 15–10, 15–5 |
| Dameneinzel  | Helen Roper                  | Julie Durrant                 | 12–11, 11–8       |
| Herrendoppel | Randy Brangman Harold Minors | Torben Rasmussen Ian Cummings | 15–11, 18–13      |
| Damendoppel  | Julie Durrant Helen Roper    | M. Dunn Annemarie Pedersen    | 15–7, 15–9        |
| Mixed        | Junior Durrant Helen Roper   | Torben Rasmussen M. Dunn      | 15–9, 15–7        |